# Québec-Sud
Pour les articles homonymes, voir Québec (homonymie).
Québec-Sud fut une circonscription électorale fédérale située dans la Région de Québec au Québec. Elle fut représentée de 1917 à 1968.
La circonscription a été créée en 1914 à partir de Québec-Ouest et de Québec-Centre. Abolie en 1966, elle fut redistribuée parmi les circonscriptions de Langelier et Louis-Hébert.

## Géographie
En 1952, la circonscription de Québec-Sud comprenait:
- Une partie de la cité de Québec
- La cité de Sillery

## Députés
1. 1917-1955 — Charles Gavan Power, PLC
2. 1955¹-1958 — Francis Gavan Power, PLC
3. 1958-1962 — Jacques Flynn, PC
4. 1962-1968 — Jean-Charles Cantin, PLC

- ¹ = Élection partielle
- PC = Parti progressiste-conservateur
- PLC = Parti libéral du Canada